# Varakļāni kommun
Varakļānu novads är en kommun i Lettland. Den ligger i den östra delen av landet, 160 km öster om huvudstaden Riga. Antalet invånare är 3 941. Arean är 279 kvadratkilometer.
Följande samhällen finns i Varakļānu novads:
- Varakļāni